# NGC 4490
NGC 4490 (другие обозначения — UGC 7651, MCG 7-26-14, ZWG 216.8, KCPG 341B, ARP 269, VV 30, PGC 41333) — спиральная галактика в созвездии Гончих Псов. Находится на расстоянии около 35 миллионов световых лет от Солнца.
Этот объект входит в число перечисленных в оригинальной редакции «Нового общего каталога».

## Характеристики
Галактика активно взаимодействует с соседней неправильной галактикой NGC 4485. Размер галактики Кокон (NGC 4490) вместе с соседней галактикой составляет 20 % размера Млечного Пути.
В галактике вспыхнула сверхновая SN 1982F. Её пиковая видимая звёздная величина составила 16.

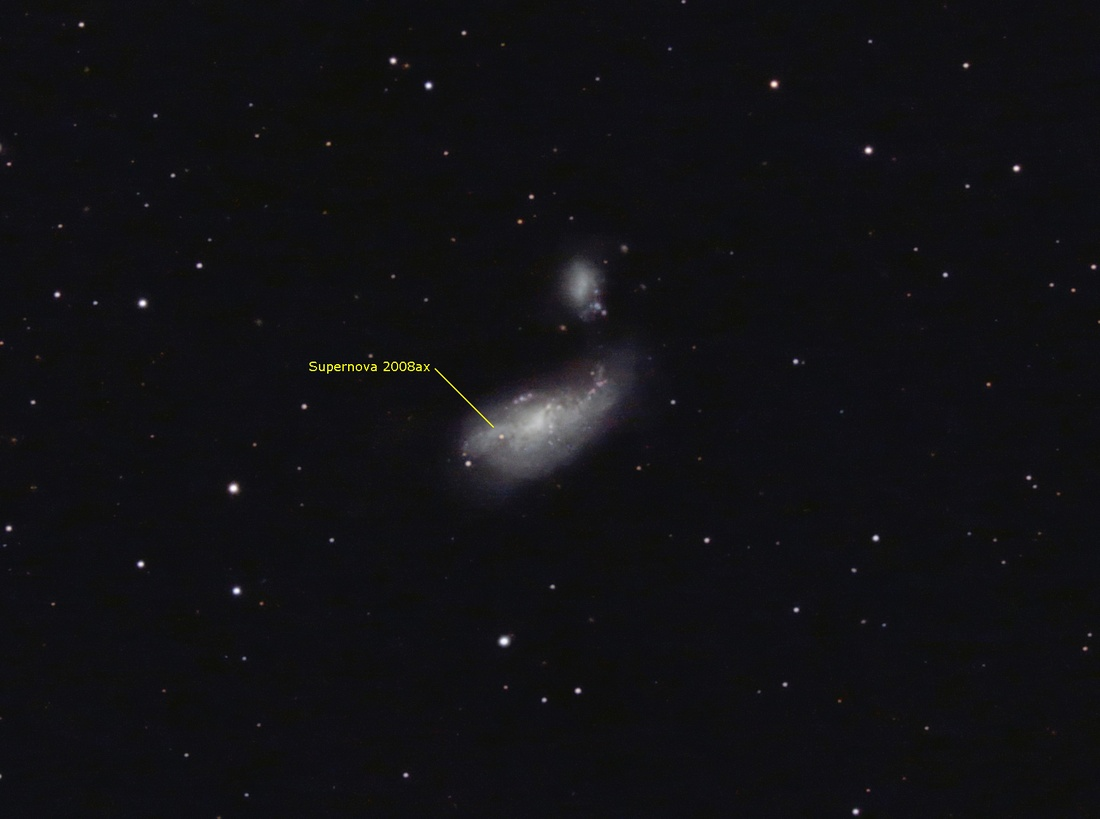
Сверхновая SN 2008ax.

4 марта 2008 года в NGC 4490 была зарегистрирована вспышка сверхновой SN 2008ax, её местоположение — 46,54" к западу и 41,67" к северу от центра галактики.
В галактике Кокон (NGC 4490), также как в галактике Markarian 315, выявлено двойное ядро. Одно ядро можно видеть в оптическом диапазоне. Второе ядро, скрытое пылью, удалось обнаружить в инфракрасном диапазоне на снимках космического телескопа Wide-Field Infrared Survey Explorer. Также оно видно в радиочастотном диапазонах. Галактика Кокон представляет собой две столкнувшиеся галактики, которые находятся на поздней стадии слияния.